# Andrija Radulović (Fußballspieler)
Andrija Radulović (serbisch-kyrillisch Андрија Радуловић; * 3. Juli 2002 in Kotor) ist ein montenegrinisch-serbischer Fußballspieler.

## Karriere

### Verein
Radulović begann seine Karriere beim FK Roter Stern Belgrad. Im Juni 2020 debütierte er für die Profis von Roter Stern in der SuperLiga. Bis zum Ende der Saison 2019/20 kam er zu drei Einsätzen im Oberhaus, mit Roter Stern wurde er Meister. In der Saison 2020/21 kam er zu sechs Einsätzen und holte mit dem Team erneut den Meistertitel. Zur Saison 2021/22 wurde er an den Zweitligisten FK Grafičar Belgrad verliehen. Für Grafičar absolvierte er 18 Partien in der Prva Liga, in denen er sechsmal traf. Im Januar 2022 kehrte er zu Roter Stern zurück. Bis Saisonende absolvierte er zwei Spiele im Oberhaus und verteidigte mit dem Klub erneut den Titel.
Zur Saison 2022/23 wurde Radulović an den Ligakonkurrenten FK Mladost Novi Sad verliehen. Für Mladost spielte er 17 Mal in der SuperLiga und erzielte dabei vier Tore. Im Januar 2023 wurde er weiter innerhalb des Oberhauses an den FK Radnik Surdulica verliehen. Für Radnik absolvierte er 18 Partien und erzielte fünf Tore. Zur Saison 2023/24 verließ der Stürmer Roter Stern endgültig und wechselte zum FK Vojvodina. In der Saison 2023/24 absolvierte er 33 Partien, in denen er sieben Tore erzielte. In der Saison 2024/25 kam er bis zur Winterpause zu weiteren 17 Einsätzen.
Im Februar 2025 wechselte Radulović leihweise zum österreichischen Bundesligisten SK Rapid Wien. Sein Debüt in der Bundesliga gab er im selben Monat gegen den LASK. In jener Partie erzielte er auch sein erstes Bundesligator, das die 2:1-Niederlage Rapids aber nicht verhindern konnte. Für Rapid kam er bis zum Ende der Leihe zu 13 Bundesligaeinsätzen, in denen er dreimal traf. Im Juni 2025 wurde er von den Wienern fest verpflichtet und erhielt einen bis 2029 laufenden Vertrag.

### Nationalmannschaft
Der gebürtige Montenegriner Radulović spielte 2018 siebenmal für die serbische U-17-Auswahl. Im September 2021 kam er einmal für die U-20-Mannschaft zum Zug. Anschließend wechselte er zum Verband seines Geburtslandes und debütierte anschließend im September 2022 in Montenegros U-21-Team.
Im Juni 2023 debütierte er in einem Testspiel gegen Tschechien für die montenegrinische A-Nationalmannschaft.